# Pucung Lor (Kroya)
Pucung Lor is een bestuurslaag in het regentschap Cilacap van de provincie Midden-Java, Indonesië. Pucung Lor telt 3495 inwoners (volkstelling 2010).